# Yılmaz Pamuk
Yılmaz Pamuk (* 1956) ist ein ehemaliger türkischer Fußballtorhüter.
Pamuk spielte Mitte der 1970er-Jahre für Galatasaray Istanbul. In zwei Spielzeiten kam er zu vier Ligaspielen. In der Saison 1985/86 spielte er für Bakırköyspor in der 2. Liga.

## Erfolge
Galatasaray Istanbul
- Türkischer Fußballpokal: 1976 (ohne Einsatz)